# Signe des cornes

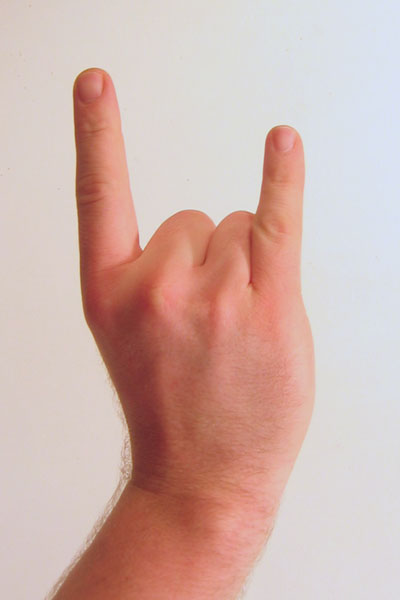
Signe des cornes.

Le signe des cornes, aussi appelé  cornes du diable, est un geste de la main dont la signification varie selon les cultures et les contextes. Il est formé par un poing fermé dont seuls l'index et l'auriculaire sont tendus.
Il est parfois confondu avec le signe du ILY à trois doigts (avec le pouce dressé en plus de l'index et l'auriculaire), qui sert à exprimer l'amour en langue des signes.

## Origines

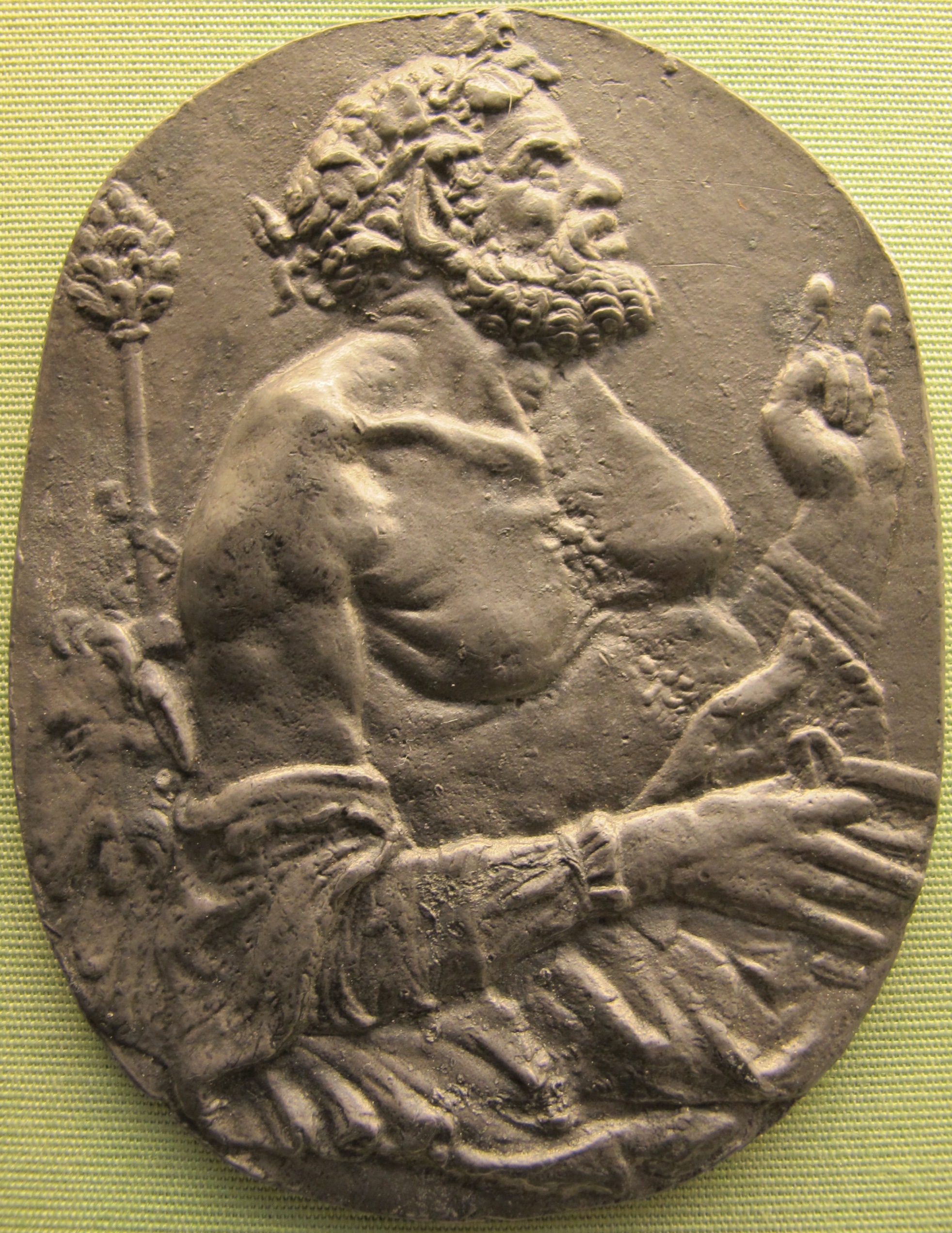
Satyre avec une coupe et un thyrse, exécutant le signe des cornes de la main gauche, fin du XVe siècle.

Le signe de la corne est attesté dès l’Antiquité grecque. Né d’une relation adultère entre la reine de Crète Pasiphaé et le taureau crétois, le Minotaure était un être cornu. Le peuple rappelait cette trahison à son roi Minos en lui adressant le geste en question, associé depuis à l’idée d’infidélité. L’archéologue et ethnologue Andrea De Jorio, étudie en 1832 les similitudes entre les gestuelles antiques et napolitaines. Il recensa les différentes façons de réaliser le geste des cornes.
Le geste demeure largement employé en Italie, notamment en Italie méridionale et en Sicile, accompagné du mot « cornuto » (« cornu ») qui signifie « cocu ».

## Significations

### Infidélité
En Italie, en Espagne, en France, au Brésil et en République tchèque, le geste adressé à une personne signifie que celle-ci porte une paire de cornes métaphoriques marquant l’infidélité de son conjoint. Une plaisanterie assez répandue consiste à « faire les cornes » en plaçant sa main derrière la tête d’un individu pris en photo.

### Superstition
En Italie, le geste peut également être exécuté pour conjurer le mauvais sort. Il a la même signification que le fait de toucher des objets en fer ou de se toucher les testicules ou le sein gauche dans ce même pays, ou que le fait de toucher du bois ou de croiser les doigts dans d’autres pays occidentaux. Le geste est dans ce cas exécuté avec les cornes dirigées vers le bas, alors que les cornes sont dirigées vers le haut lorsqu’il renvoie à l’infidélité.
Selon une tradition napolitaine, le geste d’autoprotection est exécuté d’une main vers le haut et de l’autre vers le bas (en napolitain il est appelé terra e cielo).

### Musique

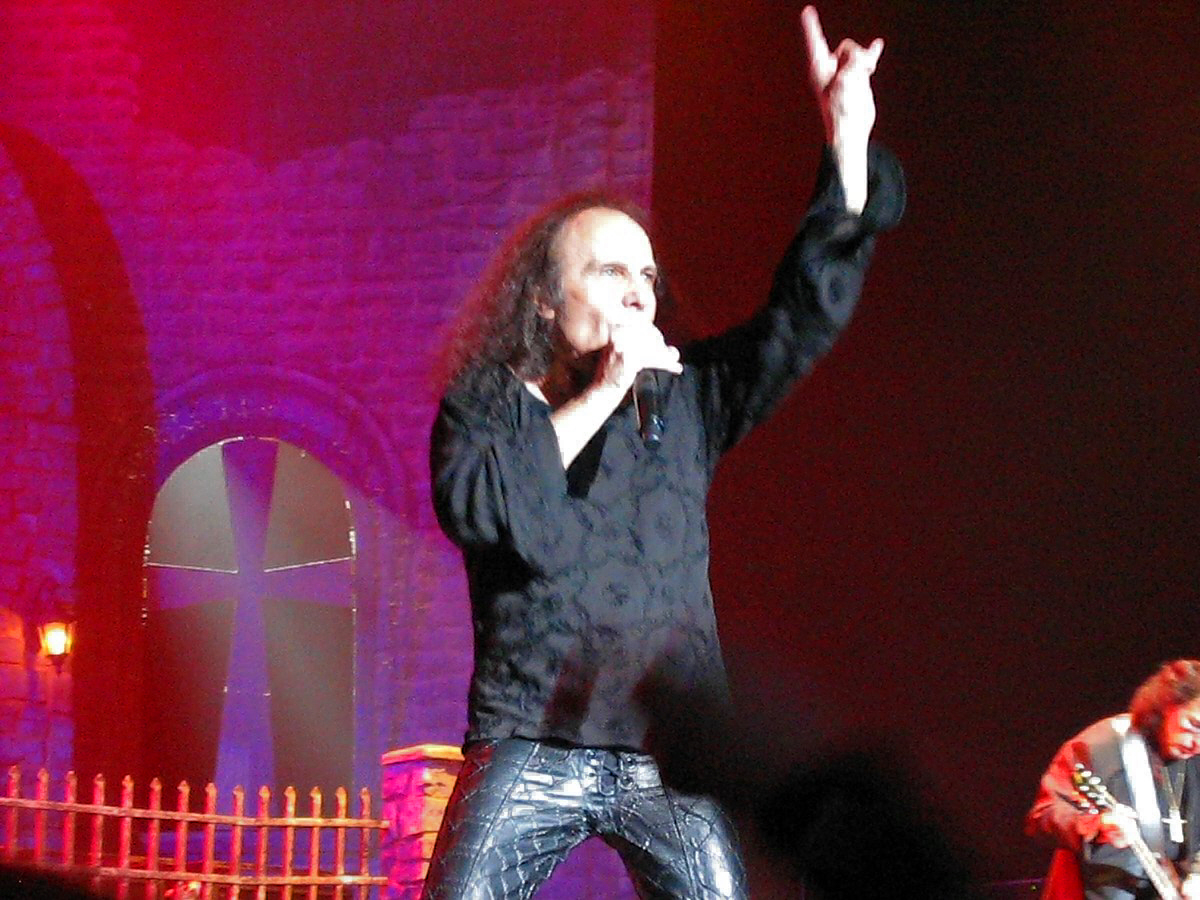
Ronnie James Dio réalisant le signe des cornes lors d’un concert de Black Sabbath.

Dans le cadre de la culture rock (en particulier du metal en général et du hard rock), le signe des cornes est un geste d’approbation et de complicité entre les fans.  Il est très répandu lors des concerts.
Le geste est utilisé en concert, dès 1967, par le groupe Coven. En 1969, le geste apparaît sur deux pochettes d'albums : de façon dessinée sur Yellow Submarine, qui est la bande-son du film d'animation des Beatles, et de façon photographiée au dos de l’album Witchcraft Destroys Minds & Reaps Souls (en) de Coven. Sur la pochette des Beatles, il est possible que le dessin soit une erreur du dessinateur, qui aurait voulu représenter le signe du ILY, avec le pouce dressé, car le signe serait cohérent avec l'imagerie du groupe à cette époque. Pour sa part, le groupe Coven utilisait ce geste pour servir son imagerie occulte.
Toutefois, c'est le chanteur Ronnie James Dio qui popularisa le geste avec Black Sabbath durant la tournée Heaven and Hell de 1980. Il tient le signe de sa grand-mère sicilienne, qui l'utilisait régulièrement pour repousser le mauvais œil. Le précédent chanteur du groupe, Ozzy Osbourne, communiquait avec le public avec le signe V. Dio voulait faire de même mais, pour ne pas copier Osbourne, choisit d'utiliser le signe de sa grand-mère.

### Culture sportive

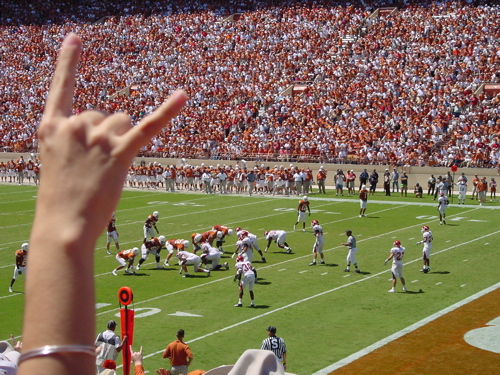
Geste Hook 'em Horns réalisé durant un match de football des Longhorns contre l’Arkansas.

Le signe des cornes ou des variantes sont utilisés par de nombreux groupes de supporters sportifs aux États-Unis. Il est particulièrement utilisé par les supporters des Longhorns, l'équipe de football américain de l'Université du Texas à Austin, avec leur slogan Hook 'em Horns (en). Dans ce cas, le geste est censé imiter la tête et les cornes de Bevo, un Texas Longhorn mascotte de l'Université.

### Langue des signes
C'est également le signe de la lettre « H », en langue des signes française.

## Cornes célèbres
En 1973, le président de la République italienne Giovanni Leone créa la polémique en exécutant le geste des cornes à l’occasion de la visite d’un hôpital napolitain alors qu’il saluait les victimes d’une épidémie de choléra. Leone était d’origine napolitaine et a été surpris à différentes reprises en train de faire le geste des cornes en public.
Le 8 février 2002, l'italien Silvio Berlusconi réalise ce geste dans le dos de Josep Piqué, lors d'une séance photo officielle des ministres des Affaires Étrangères de l'Union européenne.

## Communication électronique
Sur le net, le signe des cornes s'écrit avec les émoticônes \m/, lml ou |m|, voire \,,/ ou /,,/.